# Kitież

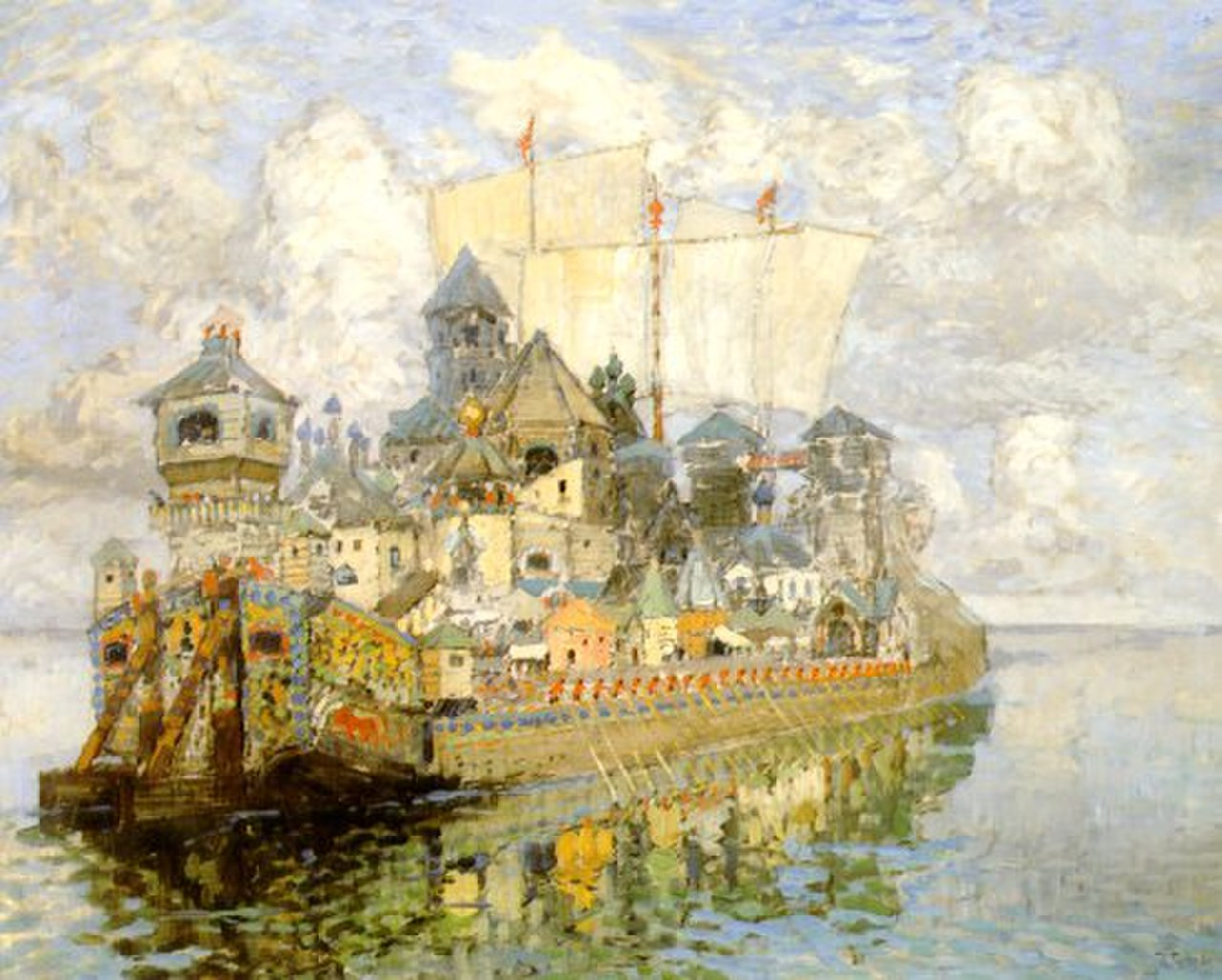
Niewidzialne miasto Kitież, obraz Konstantina Gorbatowa z 1913 roku.

Kitież (ros. Китеж) – legendarne miasto położone pod wodami jeziora Swietłojar w rejonie woskriesieńskim obwodu niżnonowogrodzkiego w środkowej Rosji. Pierwsze wzmianki o mieście pojawiły się w książce Kitieżskij letopisiec anonimowego autora pochodzącej z końca XVIII wieku, powstałej prawdopodobnie wśród staroobrzędowców.

## Legenda o Kitieżu
Według legendy Jerzy II Wsiewołodowicz, wielki książę Włodzimierza rządzący w początkach XIII wieku, wzniósł miasto Mały Kitież na Wołdze, w okolicach współczesnego miasta Krasnyj Chołm w obwodzie jarosławskim. Gdy po przekroczeniu rzek Uzoła, Sanda i Kierżeniec natrafił na miejsce u brzegów Swietłojaru, postanowił zbudować tam miasto Wielki Kitież. Według etymologii ludowej nazwa miasta pochodzi od królewskiej posiadłości Kidieksza w pobliżu Suzdalu, złupionej przez Mongołów w 1237 roku.
Batu-chan, po podbiciu części Rusi, usłyszał o Kitieżu i nakazał swoim wojskom wyruszenie w jego kierunku. Niedługo później Mongołowie zdobyli Mały Kitież, zmuszając Jerzego do ucieczki przez lasy i przedostanie się do Wielkiego Kitieża. Jeden z więźniów wyjawił Mongołom informacje o tajemnym przejściu przez Swietłojar. Złota Orda podążyła za Jerzym, docierając do bram miasta. Ku zaskoczeniu Mongołów nie posiadało ono żadnych umocnień, a jego mieszkańcy nie zamierzali nawet się bronić, zamiast tego modlili się do Boga, prosząc o zbawienie. Mongołowie przypuścili atak, jednak chwilę później zobaczyli niezliczone fontanny wody tryskające z ziemi wokół nich. Najeźdźcy wycofali się i obserwowali, jak miasto pochłania jezioro. Ostatnią rzeczą, którą zobaczyli, była świecąca kopuła katedry z wieńczącym ją krzyżem.
Legenda dała początek licznym opowieściom, które przetrwały do czasów obecnych. Według nich tylko osoby o czystym sercu i duszy są w stanie znaleźć drogę prowadzącą do Kitieża. Sama droga prowadząca nad jezioro wciąż nazywana jest Ścieżką Batu-chana (ros. Батыева тропа, Batijewa tropa). W bezwietrzną pogodę z głębi Swietłojaru dobywać mają się głosy dzwonów i śpiewów, a najbardziej pobożni mogą ujrzeć światła urządzanej w Kitieżu procesji oraz budynki na dnie jeziora. Jezioro Swietłojar nazywane jest niekiedy „rosyjską Atlantydą”

## Kitież w sztuce
- Do legendy nawiązuje opera Nikołaja Rimskiego-Korsakowa Legenda o niewidzialnym grodzie Kiteziu i dziewicy Fiewronii.
- Arkadij i Boris Strugaccy nawiązują do Kitieża, jak również do wielu innych elementów rosyjskiego folkloru, w powieści Poniedziałek zaczyna się w sobotę. Znajdują się one również w jej filmowej adaptacji Czarodiej z 1982 roku.
- Poszukiwania Kitieża są jednym z motywów filmu dokumentalnego Dzwony z głębi Wernera Herzoga.
- W filmie Jestem miłością Luki Guadagnina Kitież jest dziecięcym pseudonimem postaci granej przez Tildę Swinton.
- Miasto wspominane jest w powieści Kraken Chiny Miéville’a.
- Mieszkance miasta Anna Achmatowa poświęciła wiersz Kitieżanka.
- Poszukiwania Kitieża są głównym celem Lary Croft w grze Rise of the Tomb Raider.